# 第67届奥斯卡金像奖
第67届奥斯卡颁奖典礼是美国电影艺术与科学学院旨在奖励1994年最优秀电影的一场晚会，于太平洋时区1995年3月27日下午18点（北美东部时区晚上21点）开始在美国加利福尼亚州洛杉矶好莱坞的神殿礼堂举行，共计颁发了23个类别的奥斯卡金像奖（也称学院奖）。晚会通过美国广播公司在美国直播，由吉尔·凯茨担任制作人，杰夫·马格里斯执导:87，喜剧演员大卫·莱特曼首度担任主持人。三个星期前的3月4日，女演员杰米·李·柯蒂斯在加利福尼亚州比佛利山的比佛利威尔希尔丽晶酒店主持颁发了奥斯卡科技成果奖。
《阿甘正传》赢得了包括最佳影片、导演、男主角、原著改编在内的6项大奖，是这个夜晚的最大赢家。其他获奖电影包括胜出两项的《艾德·伍德》、《狮子王》和《生死时速》，以及获奖一项的《沙漠妖姬》、《蓝色天空》（Blue Sky）、《鲍伯的生日》（Bob's Birthday）、《子弹横飞百老汇》、《烈日灼人》、《弗兰兹·卡夫卡的美妙人生》、《燃情岁月》、《疯狂的乔治王》、《林璎：强烈而清晰的洞察力》（Maya Lin: A Strong Clear Vision）、《低俗小说》、《公正时刻》（A Time for Justice）和《男孩日记》。晚会的电视直播平均吸引了超过4800万美国观众收看，创下1983年第55届颁奖典礼以来的新高。

## 获奖和提名
太平洋时区1995年2月14日，美国电影艺术与科学学院主席阿瑟·希勒（Arthur Hiller）和女演员安吉拉·贝塞特（Angela Bassett）一起在加利福尼亚州比佛利山的塞缪尔·戈尔德温剧院公布第67届奥斯卡金像奖提名名单:963。《阿甘正传》以13项提名领跑，侪身1966年的《灵欲春宵》以来获提名数最多的电影行列，也是历史上第5部获13项奥斯卡金像奖提名的电影。《子弹横飞百老汇》、《肖申克的救赎》和《低俗小说》均以7项提名排在第二位。
获奖名单在1995年3月27日举行的颁奖典礼上公布。全部4位获奖演员中有3位之前也获过奖，是继第11届奥斯卡颁奖典礼以来第2次出现这种情况:986。汤姆·汉克斯成为继斯宾塞·屈塞以来第2位连庄影帝，也是历史上第5位连续两年获奖的演员，还是第6位两次获奥斯卡最佳男主角奖的演员。因伍迪·艾伦执导的《子弹横飞百老汇》获女配角奖的黛安·韦斯特曾凭艾伦执导的1986年电影《汉娜姐妹》获第59届奥斯卡女配角奖，成为历史上首位与同一导演合作而两次获表演类奖项的演员:1181。《弗兰兹·卡夫卡的美妙人生》（Franz Kafka's It's a Wonderful Life）和《男孩日记》（Trevor）并列获短片奖，这也是奥斯卡奖历史上第5次出现两部电影并列获奖。

### 奖项

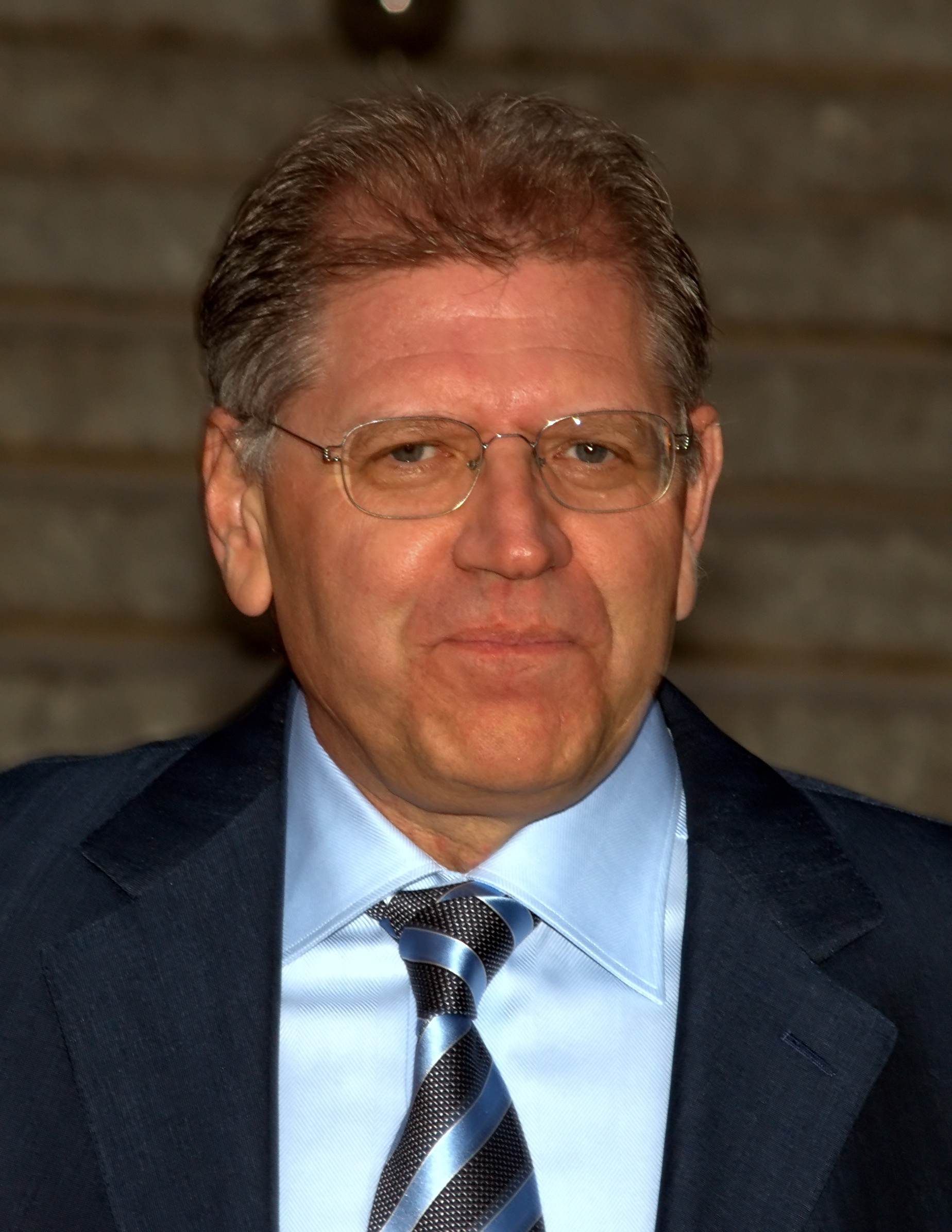
罗伯特·泽米吉斯因《阿甘正传》获导演奖

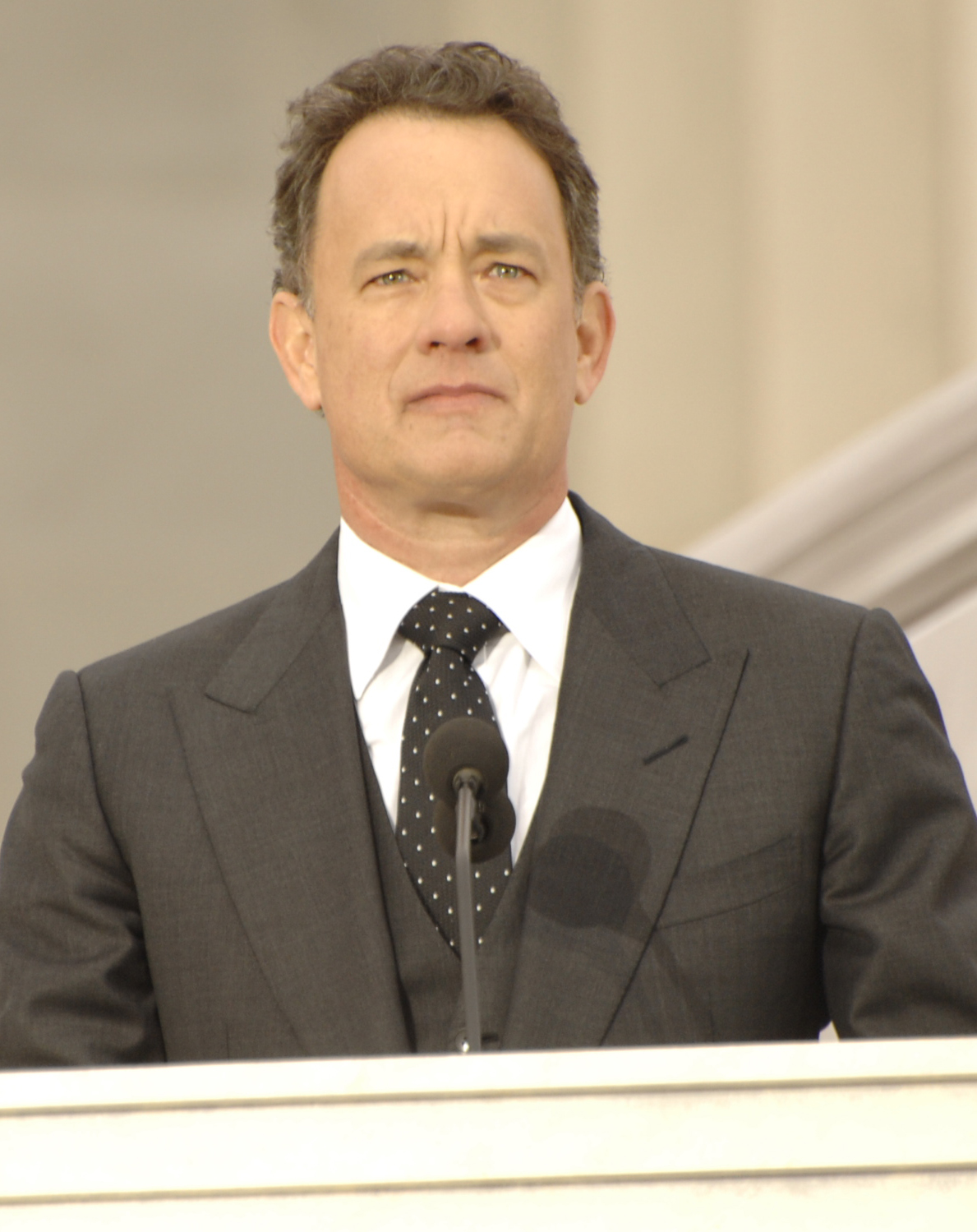
汤姆·汉克斯因《阿甘正传》获男主角奖

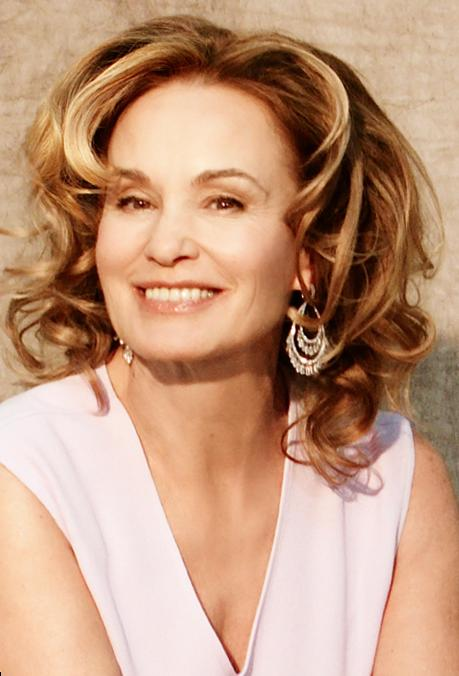
杰西卡·兰格因《蓝色天空》获女主角奖

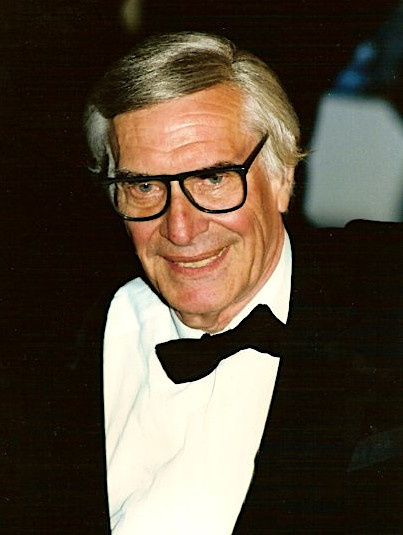
马丁·兰道因《艾德·伍德》获男配角奖

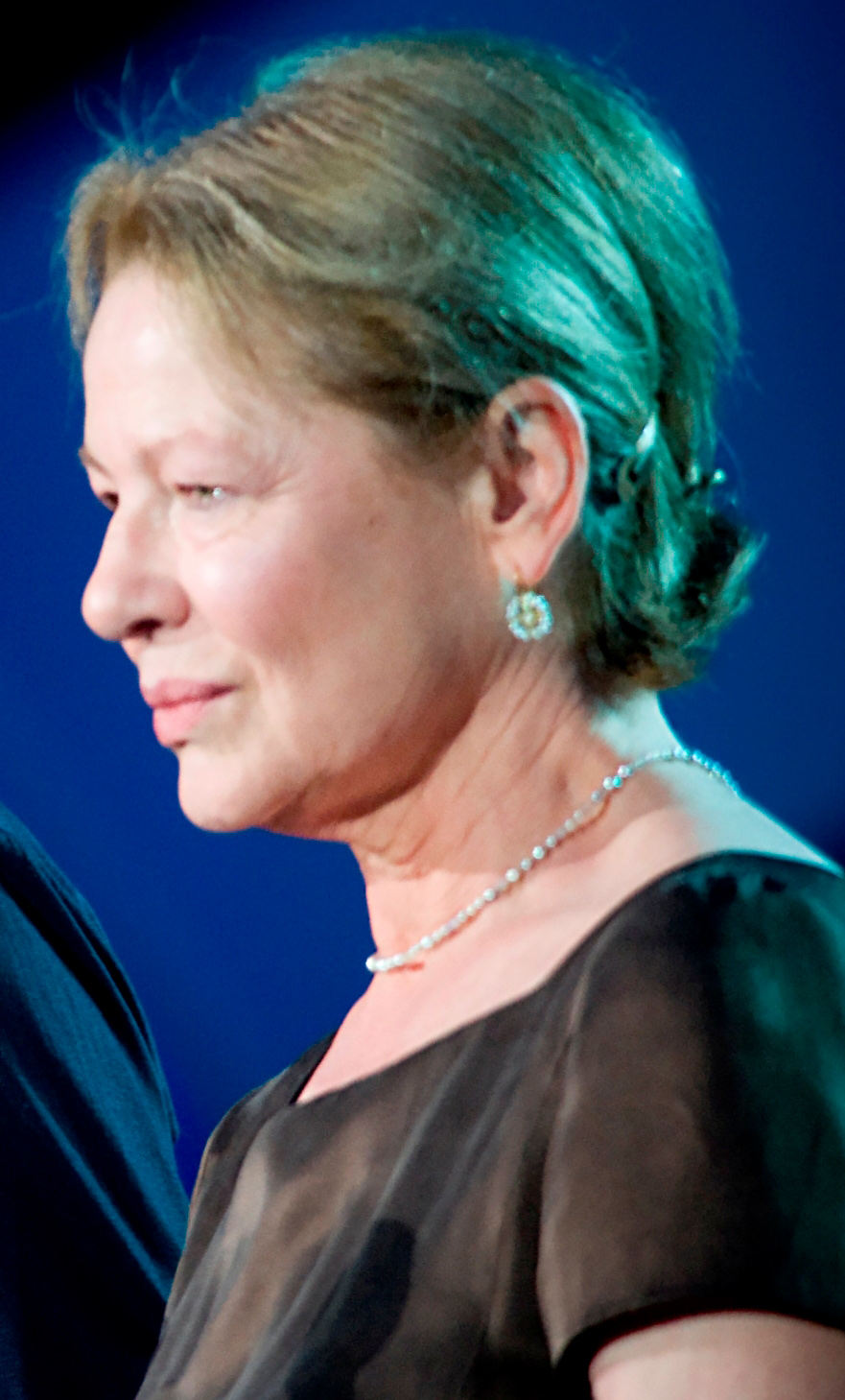
黛安·韦斯特因《汉娜姐妹》获女配角奖

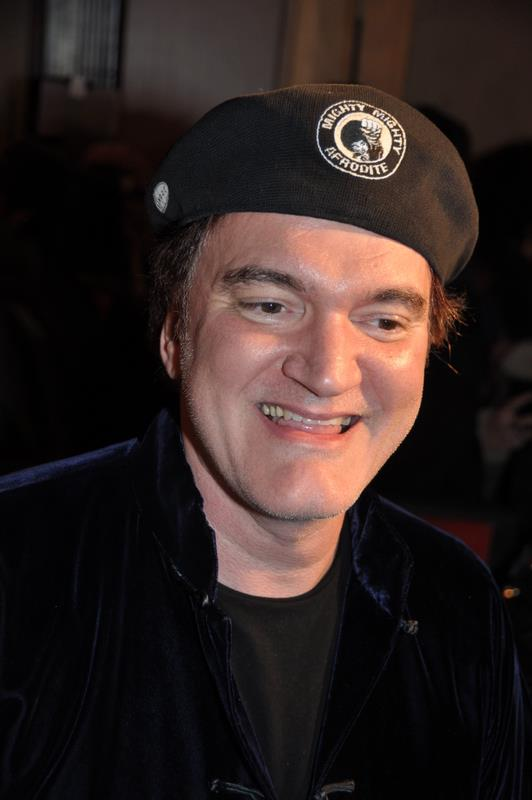
昆汀·塔伦蒂诺因《低俗小说》获原著剧本奖

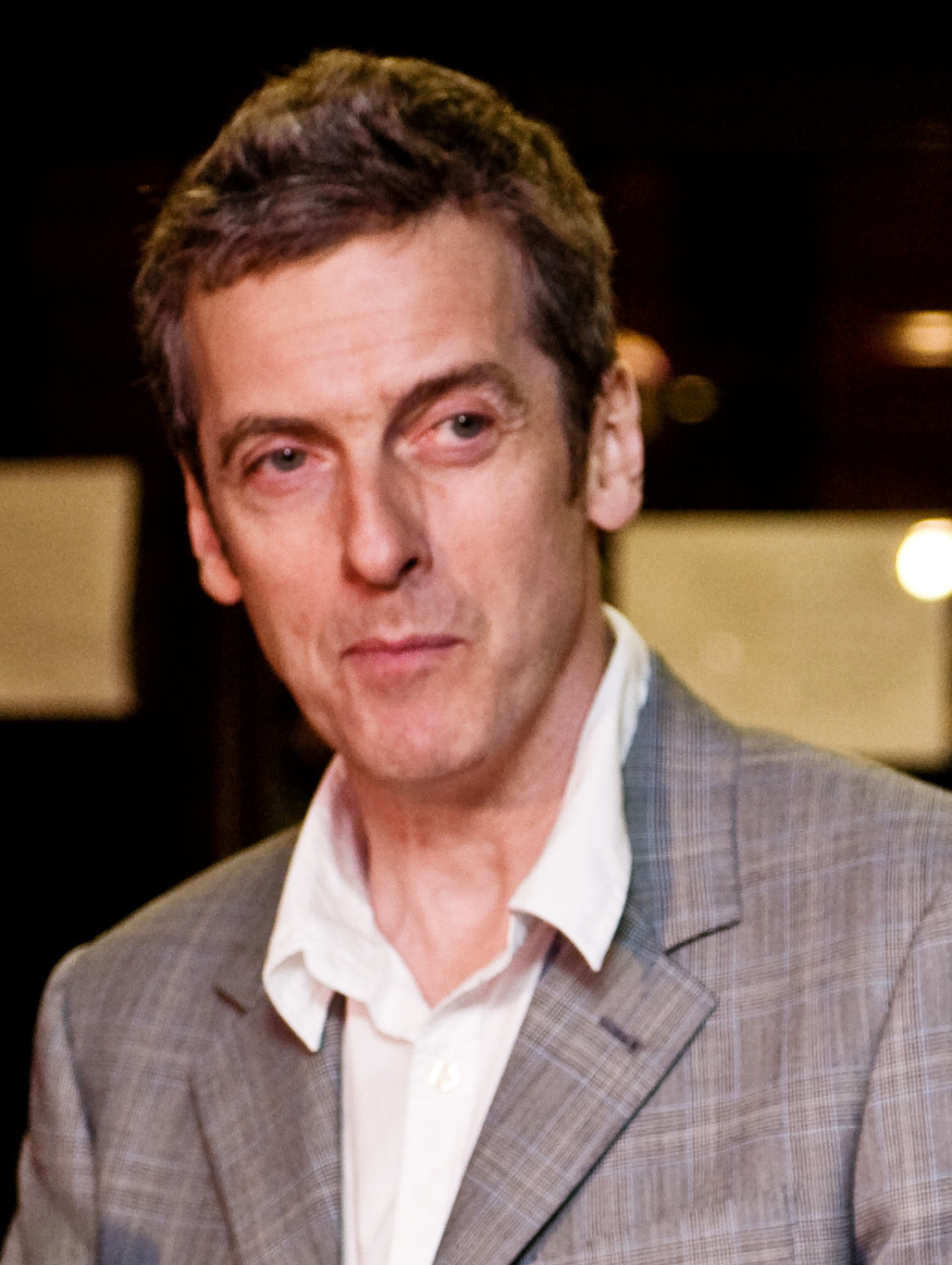
彼得·卡帕尔蒂因《弗兰兹·卡夫卡的美妙人生》获短片奖

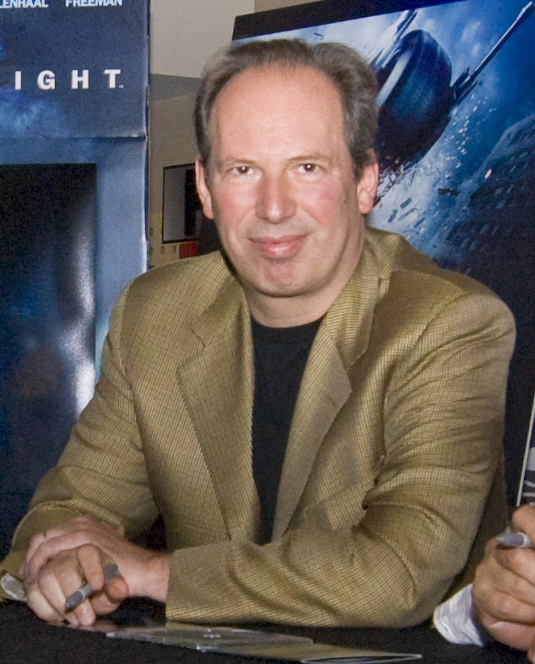
汉斯·季默因《狮子王》获原创配乐奖

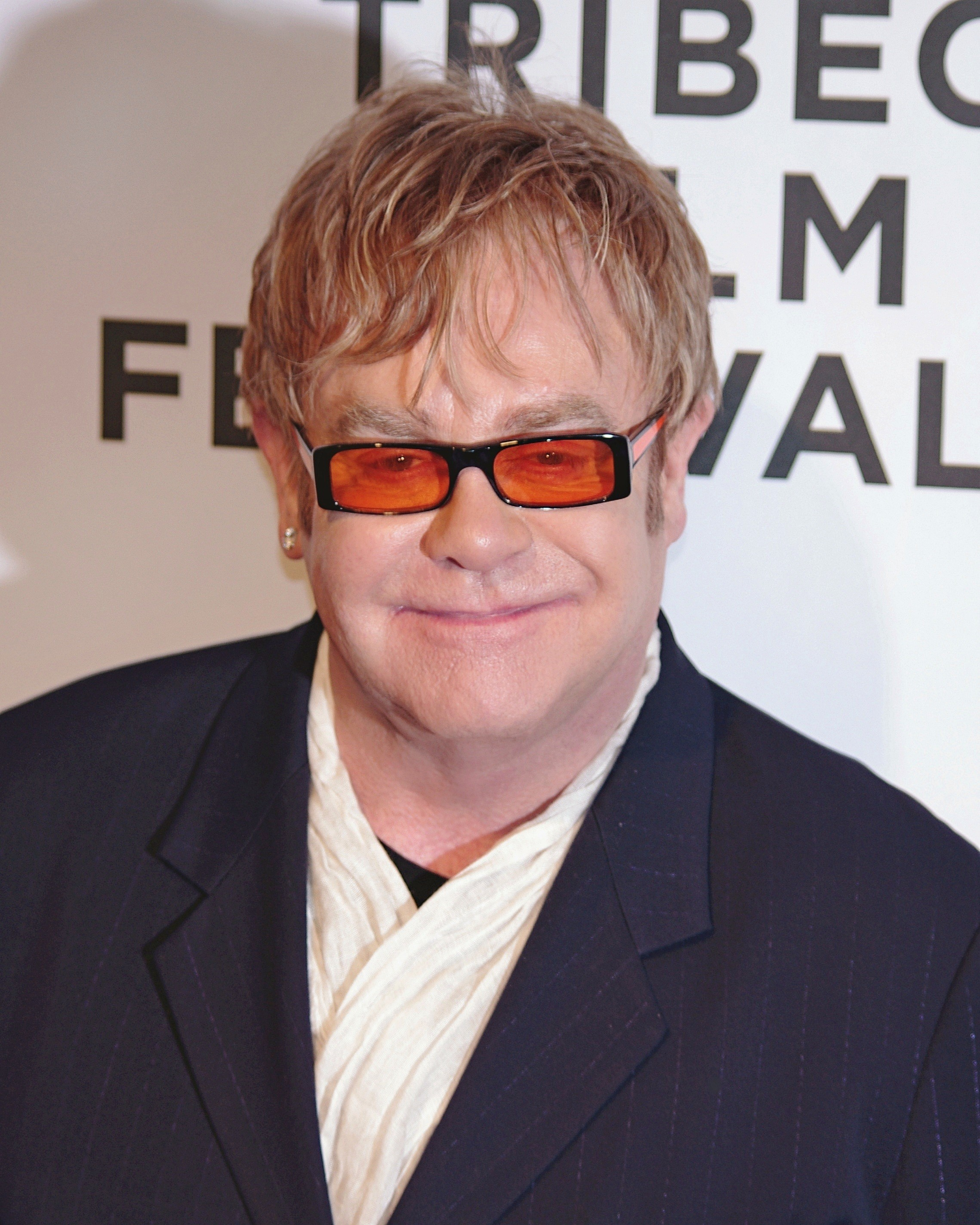
埃尔顿·约翰因《狮子王》插曲《Can you feel the love tonight》获原创歌曲奖

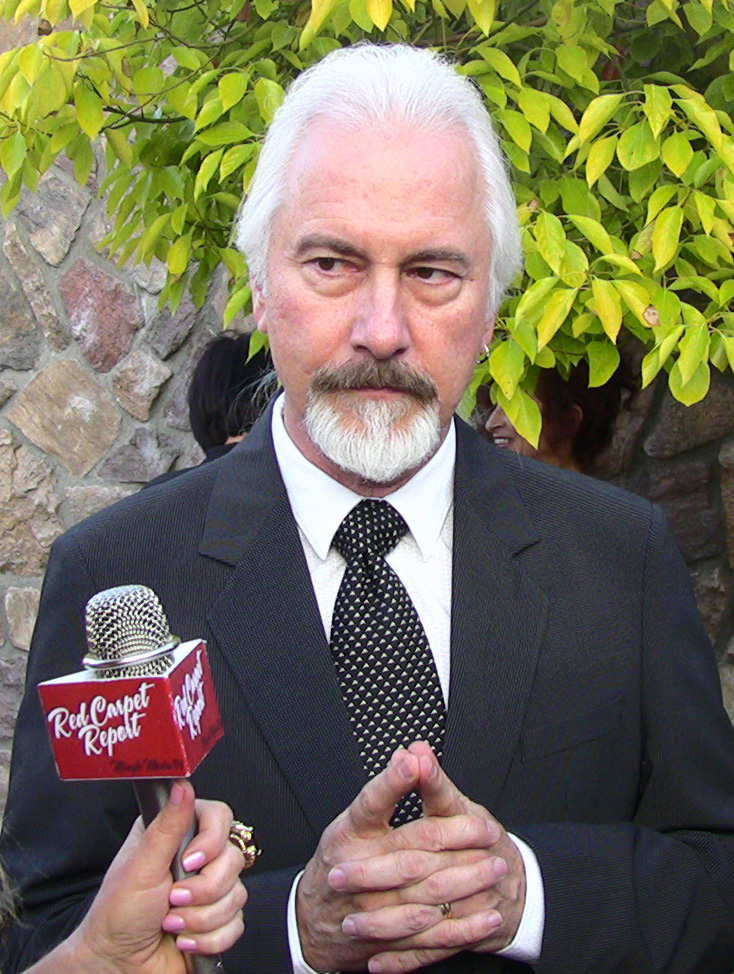
里克·贝克因《艾德·伍德》获化妆奖

获奖作品列在最上方一行，并且右侧会附上‡符号：
| 最佳影片 | 导演 |
| --- | --- |
| - 《阿甘正传》——温迪·芬尼曼（Wendy Finerman）、史蒂夫·蒂彻（Steve Tisch）、史蒂夫·斯达克（Steve Starkey）‡ - 《四个婚礼和一个葬礼》——邓肯·肯沃西 - 《低俗小说》——劳伦斯·班德（Lawrence Bender） - 《机智问答》（Quiz Show）——罗伯特·雷德福、迈克尔·雅各布斯（Michael Jacobs）、朱利安·克拉宁（Julian Kranin）、迈克尔·诺兹克（Michael Nozik） - 《肖申克的救赎》——尼基·马文（Niki Marvin）                                                                                      | - 罗伯特·泽米吉斯——《阿甘正传》‡ - 伍迪·艾伦——《子弹横飞百老汇》 - 克日什托夫·基斯洛夫斯基——《蓝白红三部曲之红》 - 罗伯特·雷德福——《机智问答》 - 昆汀·塔伦蒂诺——《低俗小说》 |
| 男主角 | 女主角 |
| - 汤姆·汉克斯——《阿甘正传》‡ - 摩根·弗里曼——《肖申克的救赎》 - 奈杰尔·霍桑——《疯狂的乔治王》 - 保罗·纽曼——《大智若愚》（Nobody's Fool） - 约翰·特拉沃尔塔——《低俗小说》 | - 洁西卡·兰芝——《蓝色天空》‡ - 朱迪·福斯特——《大地的女儿》 - 米兰达·理查森——《诗人与他的情人》（Tom & Viv） - 薇诺娜·赖德——《小妇人》 - 苏珊·萨兰登——《委托人》 |
| 男配角 | 女配角 |
| - 马丁·兰道——《艾德·伍德》‡ - 塞缪尔·L·杰克逊——《低俗小说》 - 查兹·帕尔明特瑞（Chazz Palminteri）——《子弹横飞百老汇》 - 保罗·斯科菲尔德——《机智问答》 - 加里·辛尼斯——《阿甘正传》 | - 黛安·韦斯特——《子弹横飞百老汇》‡ - 罗斯玛丽·哈里斯——《诗人与他的情人》 - 海伦·米兰——《疯狂的乔治王》 - 乌玛·瑟曼——《低俗小说》 - 詹妮弗·提莉——《子弹横飞百老汇》 |
| 原著剧本 | 原著改编 |
| - 《低俗小说》——昆汀·塔伦蒂诺和罗杰·阿夫瑞（Roger Avary）‡ - 《子弹横飞百老汇》——伍迪·艾伦和道格拉斯·麦克格兰斯（Douglas McGrath） - 《四个婚礼和一个葬礼》——李察·寇蒂斯 - 《罪孽天使》（Heavenly Creatures）——彼得·杰克逊和弗兰·威尔士（Fran Walsh） - 《蓝白红三部曲之红》——克日什托夫·基斯洛夫斯基和克日什托夫·皮耶谢维茨（Krzysztof Piesiewicz）                                                                                     | - 《阿甘正传》——艾瑞克·羅斯改编自溫斯頓·葛魯姆的同名小说‡ - 《疯狂的乔治王》——艾伦·贝内特改编自己的同名小说 - 《大智若愚》——罗伯特·本顿改编自理查德·拉索（Richard Russo）的同名小说 - 《机智问答》——保罗·阿塔那斯奥（Paul Attanasio）改编自理查德·N·古德温（Richard N. Goodwin）的《记住美国：六十年代的声音》（Remembering America: A Voice from the Sixties） - 《肖申克的救赎》——弗兰克·德拉邦特改编自斯蒂芬·金的小说《丽塔海华丝与萧山克监狱的救赎》 |
| 外语片 | |
| - 《烈日灼人》（俄罗斯，俄语）——尼基塔·米亥科夫‡ - 《暴雨将至》（，马其顿共和国，马其顿语、阿尔巴尼亚语和英语）——米尔科·曼彻夫斯基（Милчо Манчевски） - 《饮食男女》（台湾，國語）——李安 - 《绝代妖姬》（比利时，法语和意大利语）——杰拉德·考比奥（Gérard Corbiau） - 《草莓和巧克力》（）（古巴，西班牙语）——托马斯·古铁雷兹·阿莱（Tomás Gutiérrez Alea）和胡安·卡洛斯·塔维奥（Juan Carlos Tabío）                                 | |
| 纪录片 | 纪录短片 |
| - 《林璎：强烈而清晰的洞察力》——芙蕾达·李·莫克（Freida Lee Mock）和特瑞·桑德斯（Terry Sanders）‡ - 《一个乖女儿的抱怨》（Complaints of a Dutiful Daughter）——黛博拉·霍夫曼（Deborah Hoffmann） - 《铭记诺曼底登陆》（D-Day Remembered）——查尔斯·古根海姆（Charles Guggenheim） - 《我心自由》（Freedom on My Mind）——康妮·菲尔德（Connie Field）和玛丽莲·马尔福德（Marilyn Mulford） - 《在哈莱姆的光辉岁月》（A Great Day in Harlem）——吉恩·巴赫（Jean Bach）                                                                                          | - 《公正时刻》——查尔斯·古根海姆‡ - 《蓝调之路》（Blues Highway）——文斯·迪帕西奥（Vince DiPersio）和比尔·古登泰格（Bill Guttentag） - 《89毫米外径》（89 mm od Europy）——马塞尔·罗欣斯基（Marcel Łoziński） - 《校园刺客》（School of the Americas Assassins）——罗伯特·里克特（Robert Richter） - 《直至心肠》（Straight from the Heart）——迪·莫斯巴赫尔（Dee Mosbacher）和弗朗西丝·里德（Frances Reid） |
| 實景短片 | 动画短片 |
| - 《弗兰兹·卡夫卡的美妙人生》——彼得·卡帕尔蒂和露丝·肯利-莱特（Ruth Kenley-Letts）‡ - 《男孩日记》——佩吉·拉斯基（Peggy Rajski）和兰迪·斯通（Randy Stone）‡ - 《非法法庭》（Kangaroo Court）——辛·艾斯丁和克里斯汀·奥斯汀（Christine Astin） - 《希望中》（On Hope）——乔贝兹·威廉姆斯（JoBeth Williams）和米歇尔·麦奎尔（Michele McGuire） - 《蜜》（Syrup）——保罗·安文（Paul Unwin）和尼克·维维安（Nick Vivian）                                                                                     | - 《鲍伯的生日》——埃里森·斯诺登（Alison Snowden）和大卫·法恩（David Fine）‡ - 《大事件》（The Big Story）——蒂姆·瓦茨（Tim Watts）和大卫·斯托滕（David Stoten） - 《看门人》（The Janitor）——凡妮莎·施瓦茨（Vanessa Schwartz） - 《和尚与飞鱼》（The Monk and the Fish）——迈克尔·度德威特 - 《三角恋》（Triangle）——埃里卡·罗素（Erica Russell） |
| 原创配乐 | 原创歌曲 |
| - 《狮子王》——汉斯·季默‡ - 《阿甘正传》——亚伦·史维斯查 - 《夜访吸血鬼》——艾略特·戈登塞尔 - 《小妇人》——托马斯·纽曼 - 《肖申克的救赎》——托马斯·纽曼 | - 《》（《狮子王》插曲）——作曲：艾尔顿·约翰；作词：蒂姆·赖斯‡ - 《）（《魔鬼二世》——词曲：卡罗尔·拜尔·萨格尔（Carole Bayer Sager）、詹姆斯·纽顿·霍华德、詹姆斯·英格拉姆（James Ingram）和帕蒂·史密斯（Patty Smyth） - 《》（《狮子王》插曲）——作曲：艾尔顿·约翰；作词：蒂姆·赖斯 - 《》（《狮子王》插曲）——作曲：艾尔顿·约翰；作词：蒂姆·赖斯 - 《》（《媒体先锋》插曲）——词曲：兰迪·纽曼               |
| 音效剪辑 | 音效 |
| - 《生死时速》——斯蒂芬·亨特·弗里克（Stephen Hunter Flick）‡ - 《燃眉追击》——布鲁斯·斯坦布勒（Bruce Stambler）和约翰·莱韦克（John Leveque） - 《阿甘正传》——格洛丽亚·波德斯（Gloria Borders）和兰迪·汤姆 | - 《生死时速》——格雷格·兰德克、斯蒂夫·马斯洛、鲍勃·比默和大卫·麦克米伦‡ - 《燃眉追击》——唐纳德·米切尔、迈克尔·赫比克、弗兰克·蒙塔诺和阿特·罗切斯特 - 《燃情岁月》——保罗·梅西、大卫·坎贝尔、克里斯·大卫和道格拉斯·甘顿 - 《阿甘正传》——兰迪·汤姆、汤姆·约翰逊、丹尼斯·桑兹和威廉·开普兰 - 《肖申克的救赎》——罗伯特·利特、艾略特·泰森、迈克尔·赫比克和威利·波顿  |
| 艺术指导 | 摄影 |
| - 《疯狂的乔治王》——艺术指导：肯·亚当；内部装饰：卡罗琳·斯科特（Carolyn Scott）‡ - 《子弹横飞百老汇》——艺术指导：桑托·洛奎斯多（Santo Loquasto）；内部装饰：苏珊·博德（Susan Bode） - 《阿甘正传》——艺术指导：瑞克·卡特（Rick Carter）；内部装饰：南茜·黑格（Nancy Haigh） - 《夜访吸血鬼》——艺术指导：丹提·费瑞提；内部装饰：弗朗西斯卡·罗·夏沃（Francesca Lo Schiavo） - 《燃情岁月》——艺术指导：莉莉·基尔沃特（Lilly Kilvert）；内部装饰：多里·库珀（Dorree Cooper） | - 《燃情岁月》——约翰·托尔（John Toll）‡ - 《阿甘正传》——唐·伯吉斯（Don Burgess） - 《肖申克的救赎》——罗杰·狄金斯 - 《蓝白红三部曲之红》——皮奥特尔奥·索伯辛斯基（Piotr Sobocinski） - 《义海倾情》（Wyatt Earp）——欧文·罗兹曼（Owen Roizman） |
| 化妆 | 服装设计 |
| - 《艾德·伍德》——维·尼尔（Ve Neill）、里克·贝克和约兰达·塔辛（Yolanda Toussieng）‡ - 《科学怪人》（Mary Shelley's Frankenstein）——丹尼尔·帕克（Daniel Parker）、保罗·恩格伦（Paul Engelen）和卡罗尔·海明（Carol Hemming） - 《阿甘正传》——丹尼尔··斯瑞派克（Daniel Striepeke）、海莉·戴摩尔（Hallie D'Amore）和朱迪思··科里（Judith A. Cory） | - 《沙漠妖姬》——丽萃·加德纳（Lizzy Gardiner）和蒂姆·查佩尔（Tim Chappel）‡ - 《赌侠马华力》——艾普尔·费瑞（April Ferry） - 《小妇人》——柯琳·艾特伍 - 《子弹横飞百老汇》——杰弗里·库兰（Jeffrey Kurland） - 《玛戈王后》——莫伊德尔·比克尔（Moidele Bickel） |
| 剪辑 | 视觉效果 |
| - 《阿甘正传》——阿瑟·施密特（Arthur Schmidt）‡ - 《篮球梦》（Hoop Dreams）——弗雷德里克·马克思（Frederick Marx）、斯蒂夫·詹姆斯（Steve James）和比尔·豪格斯（Bill Haugse） - 《生死时速》——约翰·赖特（John Wright） - 《肖申克的救赎》——理查德·弗朗西斯·布鲁斯（Richard Francis-Bruce） - 《低俗小说》——萨利·门克（Sally Menke） | - 《阿甘正传》——肯·拉斯顿（Ken Ralston）、乔治·墨菲（George Murphy）、斯蒂芬·罗森包姆（Stephen Rosenbaum）和艾伦·霍尔（Allen Hall）‡ - 《真实的谎言》——约翰·布鲁诺（John Bruno）、托马斯··费舍尔（Thomas L. Fisher）、雅克·斯托维斯（Jacques Stroweis）和帕特里克·麦克朗（Patrick McClung） - 《变相怪杰》——斯科特·斯夸尔斯（Scott Squires）、史蒂夫·斯帕兹·威廉姆斯（Steve Spaz Williams）、汤姆·伯汀诺（Tom Bertino）和乔恩·法哈特（Jon Farhat）                                                                              |

### 荣誉奖
- 米开朗基罗·安东尼奥尼[13]

### 欧文··托尔伯格纪念奖
- 克林特·伊斯特伍德[14]

### 简·赫尔索特人道精神奖
- 昆西·琼斯[15]

### 获奖和提名大户
| 提名数 | 片名                   |
| ------ | ---------------------- |
| 13     | 《阿甘正传》           |
| 7      | 《子弹横飞百老汇》     |
| 7      | 《肖申克的救赎》       |
| 7      | 《低俗小说》           |
| 4      | 《狮子王》             |
| 4      | 《疯狂的乔治王》       |
| 4      | 《机智问答》           |
| 3      | 《燃情岁月》           |
| 3      | 《小妇人》             |
| 3      | 《生死时速》           |
| 3      | 《蓝白红三部曲之红》   |
| 2      | 《燃眉追击》           |
| 2      | 《艾德·伍德》          |
| 2      | 《四个婚礼和一个葬礼》 |
| 2      | 《夜访吸血鬼》         |
| 2      | 《大智若愚》           |
| 2      | 《诗人和他的情人》     |

| 获奖数 | 片名          |
| ------ | ------------- |
| 6      | 《阿甘正传》  |
| 2      | 《艾德·伍德》 |
| 2      | 《狮子王》    |
| 2      | 《生死时速》  |

## 颁奖和表演嘉宾
以下人士出场颁发了奖项或表演节目：:972

### 颁奖嘉宾（按出场顺序排列）
| 姓名                            | 角色                                         |
| ------------------------------- | -------------------------------------------- |
| 兰迪·托马斯                     | 第67届奥斯卡颁奖典礼报幕员                   |
| 阿瑟·希勒                       | 致开幕辞欢迎大家光临                         |
| 汤米·李·琼斯                    | 颁发女配角奖                                 |
| 莎朗·斯通                       | 颁发服装设计奖                               |
| 基努·里维斯                     | 介绍最佳影片奖提名电影《低俗小说》           |
| 蕾妮·罗素                       | 介绍原创歌曲奖提名作品《》的现场演出         |
| 乌玛·瑟曼                       | 颁发化妆奖                                   |
| 莎拉·杰茜卡·帕克                | 颁发音效剪辑奖                               |
| 史蒂夫·马丁                     | 颁发剪辑奖                                   |
| 莎莉·菲尔德                     | 介绍最佳影片奖提名电影《阿甘正传》           |
| 安娜·帕奎因                     | 颁发男配角奖                                 |
| 马特·狄龙                       | 介绍原创歌曲奖提名作品《》的现场演出         |
| 奥普拉·温弗瑞                   | 向昆西·琼斯颁发简·赫尔索特人道精神奖         |
| 保罗·纽曼                       | 颁发摄影奖                                   |
| 杰米·李·柯蒂斯                  | 引出科技成果奖和戈登·E·索耶奖颁奖片段        |
| 蒂姆·艾伦                       | 颁发短片奖                                   |
| 兔八哥 达菲鸭                   | 颁发动画短片奖                               |
| 格利高里·派克                   | 介绍最佳影片奖提名电影《机智问答》           |
| 蒂姆·罗宾斯 苏珊·莎兰登         | 颁发艺术指导奖                               |
| 史蒂文·席格                     | 颁发视觉效果奖                               |
| 安吉拉·贝塞特                   | 介绍原创歌曲奖提名作品《》和《》的现场演出   |
| 塞缪尔·L·杰克逊 约翰·特拉沃尔塔 | 颁发纪录短片奖和纪录片奖                     |
| 埃伦·巴尔金                     | 颁发音效奖                                   |
| 杰克·尼科尔森                   | 向米开朗基罗·安东尼奥尼颁发荣誉奖            |
| 休·格兰特 安蒂·麥道威爾         | 颁发原创配乐奖                               |
| 朱莉娅·奥蒙德                   | 介绍原创歌曲奖提名作品《》的现场演出         |
| 西尔维斯特·史泰龙               | 颁发原创歌曲奖                               |
| 杰瑞米·艾恩斯                   | 颁发外语片奖                                 |
| 安妮特·贝宁                     | 介绍最佳影片奖提名作品《四个婚礼和一个葬礼》 |
| 安东尼·霍普金斯                 | 颁发原著剧本奖和原著改编奖                   |
| 西格妮·韦弗                     | 引出纪念去世影人环节                         |
| 阿诺·施瓦辛格                   | 向克林特·伊斯特伍德颁发欧文·G·托尔伯格纪念奖 |
| 汤姆·汉克斯                     | 颁发女主角奖                                 |
| 丹泽尔·华盛顿                   | 介绍最佳影片奖提名电影《肖申克的救赎》       |
| 霍利·亨特                       | 颁发男主角奖                                 |
| 史蒂文·斯皮尔伯格               | 颁发导演奖                                   |
| 罗伯特·德尼罗 艾尔·帕西诺       | 颁奖最佳影片奖                               |

### 表演嘉宾（按出场顺序排列）
| 姓名                              | 角色     | 表演                                 |
| --------------------------------- | -------- | ------------------------------------ |
| 比尔·康堤                         | 音乐编排 | 管弦乐指挥                           |
| 蒂姆·克里 凯茜·纳基麦 玛拉·威尔逊 | 表演者   | 在开场歌舞期间表演《雨中曲》选段《》 |
| 兰迪·纽曼                         | 表演者   | 表演《媒体先锋》插曲《》             |
| 帕蒂·史密斯                       | 表演者   | 《魔鬼二世》插曲《》                 |
| 辛顿·巴特尔                       | 表演者   | 《狮子王》插曲《》                   |
| 大卫·艾兰·格里尔 埃林·萨贝拉      | 表演者   | 《狮子王》插曲《》                   |
| 埃尔顿·约翰                       | 表演者   | 《狮子王》插曲《》                   |

## 典礼资讯
女演员乌比·戈德堡主持上届颁奖典礼的表现获得评论界好评，但她表示自己无意继续担任第67届奥斯卡颁奖典礼的主持人：“我过得很开心，但也觉得够了”。她还补充称，自己忙于出演即将上映的电影《妈咪也疯狂》（Bogus），所以分身乏术。与此同时，资深奥斯卡颁奖典礼主持人比利·克里斯托也婉拒了这次主持机遇，因为他这时正忙于电影《忘情巴黎》（Forget Paris）的制作，该片由他担任导演、编剧、制片人和男主演。为此，制片人吉尔·凯茨聘请男演员兼笑匠、《晚间秀》节目主持人大卫·莱特曼担任本届颁奖晚会主持。对此凯茨表示：“他的主持风格非常准时和精确，并且深知要如何让观众保持清醒”:967。美国广播公司娱乐节目总监特德·哈伯特（Ted Harbert）认同凯茨的选择：“要是戴夫（指大卫·莱特曼）对这次经历感到满意，这或许会成为晚会的一大亮点，就像以前约翰尼·卡森主持过的那么多年一样”。
作为多届奥斯卡颁奖晚会的制片人，凯茨再次为节目设计了核心主题。这年的主题名为“喜剧和电影”，凯茨表示：“这是可怕的一年，波斯尼亚和卢旺达发生了地震和洪灾。所以在我看来，这年非常适合庆祝那些电影能够带给我们的东西。这是一种机遇，大家可以一起在黑暗中大笑着度过这两个小时。如果你没有非常多的家人，那么即便是坐在电视机前的那些时间里也未必会有很多这样的体验。因此，这无论对于电影还是剧院来说都是独一无二的，是场非常人性化的经历。”:967。为了锲合这一主题，晚会的开场表演中包含有查克·沃克曼（Chuck Workman）制作的视频片段，片段由多部电影中的幽默场景组成，这些电影中既有喜剧片，又有其他片种。蒂姆·克里、凯茜·纳基麦（Kathy Najimy）和玛拉·威尔逊（Mara Wilson）在片段播放期间表演电影《雨中曲》选段（直译意为《让他们笑起来》）:975。晚会期间还出现了许多电影中的对白等内容，表现出喜剧的各种表现形式和角度:978-984。
另外还有多人参与了颁奖典礼的制作。比尔·康堤（Bill Conti）担任晚会音乐总监和管弦乐队指挥:79。艺术指导设计师罗伊·克里斯托弗（Roy Christopher）为晚会设计了新舞台，其特色在于包含有类似摄像机光圈的镜框式舞台:967。克里斯托弗还表示，这一光圈设计的灵感源于多部喜剧片中包含的光圈镜头。晚会上《狮子王》插曲的舞蹈曲目由舞蹈家黛比·艾伦（Debbie Allen）编舞:76。亚历克·鲍德温、杰克·莱蒙、史提夫·马丁和罗茜·欧唐内预先录制了一段喜剧小品，表现众人参加电影《臭屁小子》（Cabin Boy）的角色试镜，该片也是大卫·莱特曼的电影表演处女作:982。

### 提名电影票房表现
截至2月14日提名公布时，全部5部获最佳影片奖提名电影的总计票房收入为4亿6834万零451美元，平均每部9366万8090美元。其中《阿甘正传》以3亿零56万5286美元居首，其后分别是收入7634万2767美元的《低俗小说》、进账5270万零832美元的《四个婚礼和一个葬礼》、收入2194万9754美元的《机智问题》和进账1678万1812美元的《肖申克的救赎》。
在1994年美国电影票房50强中，有14部电影获得了共计44项提名。其中《阿甘正传》（亚军）、《委托人》（第12名）、《低俗小说》（第14名）、《四个婚礼和一个葬礼》（第20名）和《大地的女儿》（第41名）获得了最佳影片、导演或是任意一项演员、编剧类奖项提名。另外9部获提名的电影分别是《狮子王》（冠军）、《真实的谎言》（季军）、《燃眉追击》（第6名）、《生死时速》（第7名）、《变相怪杰》（第8名）、《夜访吸血鬼》（第10名）、《赌侠马华力》（第11名）、《燃情岁月》（第27名）和《小妇人》（第31名）。

### 专业评价
大部分媒体出版物对本届颁奖晚会评价欠佳。《纽约时报》的约翰··奥康纳（John J. O'Connor）写道：“莱特曼先生执念于主持《晚间季》的做法，经常让节目节奏陷入混乱，没有让晚会流畅地进行。”他还指出：“节目的前半小时都没有什么好的表现，观众根本提不起兴致。大部分获奖者都还没走上台，下面就已经停止鼓掌了。”。《旧金山纪事报》电视评论员约翰·卡曼（John Carman）评价：“昨晚美国广播公司的节目谁也没看懂。好莱坞的这起大事件中到处都充斥着技术失误、低级趣味、乏味的笑点和越来越低的领口。”他还在文章中批评主持人：“菜鸟主持莱特曼开场独白时就不在状态。或者这是因为（他面对的是个）大舞台，电视观众人数或许有十个亿”。影评人盖瑞·辛尼兹在《纽约观察者》（The New York Observer）上调侃主持人莱特曼：“他不但把风趣和机智丢得一点不剩，连什么时候应该让这场已经够糕的闹剧结束都不知道。”他在总结中认为：“随着这个夜晚一拖再拖，很显然，莱特曼先生没有能力来主持像奥斯卡颁奖典礼这样广告充斥的‘直播’节目”。:991
部分媒体对节目的反响较为正面。《旧金山考察报》（The San Francisco Examiner）电视评论员乔伊斯·米尔曼（Joyce Millman）认为：“大卫·莱特曼首次主持奥斯卡颁奖典礼就完成了不可能的任务，将传统上对于电视这一边的观众来说仿佛检验图般最无聊的3个小时变成了富娱乐性的东西”。《水牛城新闻报》（The Buffalo News）专栏作家阿兰·帕加蒙特（Alan Pergament）称赞莱特曼的主持表现，称“大卫·莱特曼就像奥斯卡之夜的一盒满满的巧克力，承载了这个夜晚的无数情感，直到《阿甘正传》不出意料地席卷最后15分钟时为止。”他还指出，虽然各奖项结果缺乏惊喜，但那些充满情感并且出人意料的幽默瞬间还是为这个夜晚带来了深度和娱乐性。《奥兰多哨兵报》（Orlando Sentinel）的哈尔·伯德克（Hal Boedeker）对整场晚会的评价为中等，但他特别称赞了莱特曼的表现，“能够置身奥斯卡历史上的十大主持人行列，并且也肯定能够与约翰尼·卡森、比利·克里斯托以及鲍勃·霍普一起名列前茅”。

### 收视率和奖项
本届颁奖典礼通过美国广播公司在美国直播，其播出时段里平均有4828万观众收看，与前一年相比提高了7%，而所有曾观看部分时段节目的观众总数则估计有8100万。从尼尔森收视率调查的数据看，节目的表现也好过去年，吸引了32.5%的家庭观众，收视率超过53%。此外，节目也在18至49岁年龄段观众群中收获了21.7%的收视率。第67届奥斯卡颁奖典礼的收视人数由此创下1983年举办第55届奥斯卡颁奖典礼以来的新高。
1995年7月，颁奖典礼获第47届黄金时段艾美奖6项提名，并在两个月后为导演晚会电视转播的杰夫·马格里斯（Jeff Margolis）赢得综艺或音乐节目类最佳导演奖。

## 纪念
奥斯卡颁奖典礼上一年一度的“纪念”致敬环节旨在纪念过去一年中逝世的业内人士，本场晚会上的这一环节由女演员西格妮·韦弗引出，纪念了以下人士：:982
| - 费尔南多·雷依（Fernando Rey） - 卡梅倫·米歇爾 - 巴瑞·萨里万（Barry Sullivan） - 朱列塔·玛西纳 - 彼得·库欣 - 弗兰克·韦尔斯（Frank Wells） - 小诺亚·比瑞（Noah Beery, Jr.） - 伍迪·斯特罗德（Woody Strode） - 杰西卡·坦迪 - 汤姆·伊威尔（Tom Ewell） - 莱昂内尔·斯坦德（Lionel Stander） - 朱勒·斯泰恩（Jule Styne） - 亚瑟·克里姆（Arthur Krim） - 沃尔特·兰茨（Walter Lantz） - 费迪南多·斯卡费奥蒂（Ferdinando Scarfiotti） | - 罗伯特·鲍特（Robert Bolt） - 當奴·派辛斯 - 哈里·萨尔兹曼（Harry Saltzman） - 特伦斯·扬 - 伯特·兰卡斯特 - 亨利·曼西尼 - 玛莎·雷伊（Martha Raye） - 乔治·佩帕德 - 吉尔伯特·罗兰（Gilbert Roland） - 罗萨诺·布拉兹（Rossano Brazzi） - 凯伯·凯洛威 - 米尔德丽德·纳特威克 - 麦克唐纳·凯瑞（Macdonald Carey） - 大衛·韋恩 - 劳尔·朱力亚（Raúl Juliá） |